# IC 2162
IC 2162 ist ein Emissionsnebel im Sternbild Orion, welches schätzungsweise 6700 Lichtjahre vom Sonnensystem entfernt ist. Das Objekt wurde in den 1890er Jahren von Edward Emerson Barnard entdeckt.